# Hans Blumenberg
Hans Blumenberg (13. července 1920, Lübeck - 28. března 1996, Altenberge) byl německý filozof.
Svou filozofickou doktrínu nazýval "metaforologie", neboť věřil tomu, že to, co se skrývá za metaforami a idiomy běžné řeči, je blíže pravdě (nejdále jsou jí pak konstrukty ideologií) než vědecké snahy odkrýt pravdu objektivní. Věda a ideologie (ale již třeba i neoplatonismus) podle něj používají tzv. absolutní metafory, tedy pojmy, u nichž se již zapomnělo, že jsou pouhými ilustracemi, metaforami. Prezentoval rovněž osobitý pohled na moderní éru, která je podle něj v opozici jak k antické, tak křesťanské tradici a vytvořila zcela osobité a nové pojetí lidské osobnosti. Polemizoval přitom především s tezemi Karla Löwitha, že ideologie modernosti je sekularizací hebrejské a křesťanské tradice.